# Tumbarumba Creek (Tooma River)
Der Tumbrumba Creek ist ein Fluss im Südosten des australischen Bundesstaates New South Wales. 
Er entspringt an den Südhängen der Laurel Hill im Kosciuszko-Nationalpark. Von dort fließt er nach Südwesten durch die Städte Tumbarumba und Tooma und mündet in den Tooma River.